# Kouloura
Kouloura (plural koulourai) é um tipo de poço circular encontrado na subsuperfície de certos sítios arqueológicos da Grécia Antiga. Exemplos de koulourai do período minoico foram encontrados, por exemplo, em Festo. Acredita-se que estes poços eram usados para armazenamento, especialmente de cereal.